# Andrzej Stańczyk
Andrzej Stańczyk (ur. 28 listopada 1902 w Lubniu, zm. 30 listopada 1973 tamże) – podpułkownik piechoty Wojska Polskiego, w 1965 mianowany przez władze emigracyjne pułkownikiem piechoty, kawaler Złotego i Srebrnego Krzyża Orderu Virtuti Militari.

## Życiorys
W 1919 roku wstąpił na ochotnika do Wojska Polskiego i brał udział w wojnie polsko-bolszewickiej. Za bohaterstwo na polu walki został dwukrotnie odznaczony Krzyżem Walecznych. Po wojnie pozostał w służbie czynnej. W latach 1923–1925 był słuchaczem Oficerskiej Szkoły dla Podoficerów w Bydgoszczy. 15 lipca 1925 Prezydent RP mianował go podporucznikiem ze starszeństwem z dniem 15 lipca 1925 i 18. lokatą w korpusie oficerów piechoty, a Minister Spraw Wojskowych przydzielił do 2 pułku piechoty Legionów w Sandomierzu. Dwa lata później awansował na porucznika ze starszeństwem z dniem 15 lipca 1927. W 1928 pełnił służbę w Korpusie Ochrony Pogranicza. W 1932 i latach następnych służył w 5 pułku Strzelców Podhalańskich. 27 czerwca 1935 awansował na kapitana ze starszeństwem z dniem 1 stycznia 1935 i 185. lokatą w korpusie oficerów piechoty.
W czasie kampanii wrześniowej w 1939 roku był adiutantem 5 pułku Strzelców Podhalańskich. Po bitwie w okolicach Jaślan jednostka poniosła duże straty i kilka dni później została rozwiązana. Andrzej Stańczyk wraz z niewielką grupą żołnierzy ewakuował się najpierw na Węgry, a później do Francji, gdzie udał się do miejsca kompletowania polskiej brygady w Camp de Coëtquidan w Bretanii. Został przydzielony do Brygady Strzelców Podhalańskich jako dowódca kompanii. W kwietniu 1940 roku wraz z jednostką został przetransportowany do Norwegii. W maju i czerwcu brał udział w bitwie o Narwik. W walkach o półwysep Ankenes odznaczył się wyjątkowym męstwem, za co został odznaczony Krzyżem Srebrnym Virtuti Militari oraz Krzyżem Walecznych. 
Po upadku Francji przedostał się do Wielkiej Brytanii. 3 października 1940 został awansowany na stopień majora ze starszeństwem od dnia 3 maja 1940. Od 22 października 1940 do 22 czerwca 1942 roku pełnił służbę w 1 Batalionie Strzelców Podhalańskich na stanowisku zastępcy dowódcy batalionu. Następnie został przeniesiony „do formacji na Środkowym Wschodzie”. W stanie ewidencyjnym 1 Batalionu Strzelców Podhalańskich figurował do 30 września 1942 roku, jako odkomenderowany.
Od lipca 1943 roku do 15 października 1944 roku był dowódcą 16 Lwowskiego batalionu strzelców. W składzie 2 Korpusu Polskiego brał udział w bitwie o Monte Cassino oraz w bitwie o Ankonę. Po bitwie został awansowany na podpułkownika. W 1944 roku został dowódcą 16 Pomorskiej Brygady Piechoty. Funkcję tę sprawował do 1946 roku. W 1965 roku Prezydent RP na uchodźstwie August Zaleski mianował go pułkownikiem w korpusie oficerów piechoty.
Po wojnie Andrzej Stańczyk powrócił do rodzinnego Lubnia, gdzie zmarł 30 listopada 1973 roku i został pochowany na miejscowym cmentarzu.

## Ordery i odznaczenia
- Krzyż Złoty Orderu Virtuti Militari nr 40
- Krzyż Srebrny Orderu Virtuti Militari nr 8967
- Krzyż Walecznych (czterokrotnie)
- Srebrny Krzyż Zasługi (19 marca 1937)[5]
- Krzyż Pamiątkowy Monte Cassino nr 17811[6]
- Krzyż Wojenny nr 91 (Norwegia)
- Legia Zasługi (USA)
- Krzyż Wojskowy (Wielka Brytania)